# 伊吉宅麻呂
伊吉 宅麻呂（いき の やかまろ、生年不詳 - 天平8年（736年）？）は、奈良時代の官人。氏は伊支または雪、名は宅満とも記される。下野守・伊吉古麻呂の子。

## 経歴
天平8年（736年）4月に遣新羅使の随行員として大使・阿倍継麻呂らと出航するが、佐婆の海中（現在の防府市沖の周防灘）で嵐に遭い、数日漂流の末に順風を得て豊前国下毛郡分間浦（現在の大分県中津市田尻・今津付近か）に漂着。この時に宅麻呂が詠んだ和歌1首が『万葉集』に採録されている。のち、宅麻呂は壱岐島まで渡るが疫病にかかり卒去。その時の挽歌である長歌3首と短歌6歌が『万葉集』に採られているが、挽歌9首の構成は『万葉集』の中でも異例のものとなっている。
その後、遣新羅使は新羅に到着するが、当時日本と新羅との関係は悪化していたため、使節としての使命は受け入れられなかった。
その他の経歴は明らかでないが、伊伎島司や神祇官宮主を務めたともされる。

## 墓
没後、島人の手により、石田野（現在の壱岐市石田町池田東触字石田峰）に葬られ、雪連宅満の墓となっている。命日とされる旧暦11月8日に念仏を唱える供養が行われているが、この供養は夕刻に行うことから「夕飯祈祷（ヨーメシギトウ）」とも呼ばれる。

## 系譜
- 父：伊吉古麻呂[4]
- 母：秦大魚の娘[4]
- 妻：中臣人足の娘[4]
  - 男子：伊吉益麻呂（692-758）[4]